# 温泉站
温泉站是一个位于元昆铁路、昆楚大铁路上的车站，位于云南省昆明市安宁市温泉街道东，建于1966年，邮政编码为650307。
温泉站目前为四等站，隶属昆明铁路局昆明车务段管辖，西距广通站121公里，成都站1068公里，东距昆明站32公里。该站不办理客运业务；货运仅办理专用线、专用铁路货运业务。
站内设有2条专用线，通往中石油云南石化有限公司和安宁新亚美谷物流有限公司。其中安宁新亚美谷物流有限公司专用线全场15.42公里，为安宁工业园区的配套工程，2015年11月开工，2016年10月完工。专用线上设有温泉南场、麒麟两个车站和一个厂内站。温泉南场设有到发线3条。